# 브람 로만스
아브라함 로베르튀스 "브람" 로만스(네덜란드어: Abraham Robertus "Bram" Lomans, 1975년 4월 19일~)는 네덜란드의 은퇴한 필드하키 선수로 현역 시절 포지션은 수비수이다. 네덜란드 필드하키 대표팀 선수로 활약하여 1996년 하계 올림픽과 2000년 하계 올림픽에서 금메달을 획득했다.